# Delung Asli
Delung Asli is een bestuurslaag in het regentschap Bener Meriah van de provincie Atjeh, Indonesië. Delung Asli telt 521 inwoners (volkstelling 2010).